# Catalyseur (roman)
Catalyseur (titre original : Catalyst) est un roman de science-fiction de James Luceno s'inscrivant dans l'univers étendu de Star Wars. Publié aux États-Unis par Del Rey Books en 2016, puis traduit en français et publié par les éditions Pocket en 2017,, il se déroule vingt et un ans avant la bataille de Yavin et sert de prélude au film Rogue One: A Star Wars Story.

## Personnages
- Vice Chancelier Mas Amedda - Vizir du chancelier Palpatine et superviseur de la construction des stations de combat.
- Galen Erso - Génie scientifique, passionné par les cristaux Kyber. Époux de Lyra, et père de Jyn.
- Lyra Erso - Épouse de Galen Erso et mère de Jyn Erso.
- Saw Gerrera - Malfrat et ancien soldat.
- Lieutenant Commandant Orson Krennic - Commandant du Corps des Ingénieurs, spécialisé dans les armes.
- Capitaine Has Obitt - Contrebandier Dressellian
- Archiduc Poggle le Bref - Chef de la Ruche de Géonosis.
- Commandant Wilhuff Tarkin - Amiral et Grand Moff.
- Jyn Erso - Fille de Galen Erso et de Lyra.